# Liga Solidária
A Liga Solidária, fundada em 10 de março de 1923 como Liga das Senhoras Católicas de São Paulo, é uma organização da sociedade civil (OSC) sem fins lucrativos que trabalha em prol de pessoas na cidade de São Paulo.

## Sobre
A Liga Solidária foi criada há mais de um século para promover a transformação social como resposta às urgências da época.[carece de fontes?]
A organização atua em quatro eixos principais: Educação de Qualidade, com foco no desenvolvimento integral de crianças e adolescentes; Vínculos Comunitários, promovendo a solidariedade e cooperação entre as comunidades; Envelhecimento Ativo, assegurando qualidade de vida e inclusão social para os idosos; e Inclusão Produtiva, criando oportunidades de capacitação e inserção no mercado de trabalho para aqueles em situação de vulnerabilidade.[carece de fontes?] Em constante expansão, a Liga afeta a vida de milhares de pessoas a cada ano.

## História
Sua história começou em 1920, com a Liga das Mães Católicas, na cidade de São Paulo, cujo objetivo era promover os princípios cristãos e católicos dentro do âmbito familiar. Em 1921, o Arcebispo de São Paulo, D. Duarte Leopoldo e Silva, batiza o grupo de Liga das Senhoras Católicas.
No dia 10 de março de 1923, a Liga das Senhoras Católicas oficializou seu trabalho criando seu primeiro estatuto e registrando a instituição em cartório. No mesmo ano fundou o seu primeiro departamento, o de Auxílio Social. Em 1924, fundou a Escola de Economia Doméstica para educar moças de todas as camadas sociais preparando-as para o futuro.[carece de fontes?]
A entidade também tem forte participação na história do País. Foi a Liga que criou, em 1926, quando mulheres podiam frequentar restaurantes desacompanhadas, um restaurante exclusivo para as moças empregadas no comércio, na região central da cidade. Durante a Revolução de 1932, a Liga teve uma atuação significativa amparando órfãos, mutilados e viúvas. Momento de atuação decisiva do Dr. Cândido Dores, livre-docente da FMUSP e fundador do lactário da instituição, homenageado em rua de São Paulo. Sua esposa, Aracy Bresser consta entre as fundadoras da instituição, tendo atuado como Diretora do Departamento Social.
Dentre suas participantes, destaca-se Alaíde Borba, vice-presidente e representante social da Liga durante muitos anos, e que ajudou a fundar o Complexo Educacional Educandário Dom Duarte e a Cidade dos Meninos, uma instituição filantrópica responsável por acolher crianças e adolescentes de baixa renda.